# Blaževci (Teslić)
Blaževci (szerbül: Блажевци), település Bosznia-Hercegovinában, a Szerb Köztársaságban, Teslić községben. Blaževci településnek a Szerb Köztársasághoz tartozó, kis területú, nyugati része.

## Fekvése
A település Bosznia-Hercegovina középső részének északi szélén, Dobojtól légvonalban 15, közúton 20 km-re nyugatra, községközpontjától légvonalban 9, közúton 13 km-re észak-északkeletre,  a Velika Usorától keletre fekvő dombvidéken, 250 méteres tengerszint feletti magasságban található.

## Népessége
| Nemzetiségi csoport | Népesség 1991 | Népesség 2013 |
| ------------------- | ------------- | ------------- |
| Szerb               | 16            | 1             |
| Bosnyák             | 0             | 0             |
| Horvát              | 166           | 0             |
| Jugoszláv           | 8             | 0             |
| Egyéb               | 0             | 0             |
| Összesen            | 190           | 1             |

## Története
A horvátok lakta település 1878-ig tartozott az Oszmán Birodalomhoz, ekkor a berlini kongresszus határozata alapján az Osztrák-Magyar Monarchia része lett. 1879-ben az első osztrák-magyar népszámlálás során a Tešanji járáshoz és Miljanovci községhez tartozó településnek 14 háztartása, 56 római katolikus és 27 ortodox lakosa volt. 1910-ben a Tešanji járáshoz tartozó településen 15 háztartást, 83 római katolikus és 21 ortodox lakost találtak. A monarchia szétesésével 1918-ban előbb a Szerb-Horvát-Szlovén Királyság, majd 1929-től a Jugoszláv Királyság része lett. 1921-ben a Tešanji járáshoz tartozó községnek 101 lakosa volt, közülük 21 ortodox szerb, 77 római katolikus és 3 muszlim volt. Az 1929-es törvény értelmében, amikor Bosznia-Hercegovinát négy banovinára, Drinskára, Vrbaskára, Zetskára és Primorskára osztották, a település a Vrbaska banovina része lett, amelynek székhelye Banja Luka volt. 
Jugoszlávia megszállása után a Független Horvát Állam (NDH) része lett. A második világháború után 1992-ig a település a szocialista Jugoszlávia keretében a Bosznia-Hercegovinai Népköztársaság része volt. A boszniai háború idején szerb katonai erők a horvát lakosságot elűzték, házaikat lerombolták. A boszniai háborút lezáró daytoni békeszerződés rendelkezése alapján az ország területét felosztották a Bosznia-hercegovinai Föderáció és a boszniai Szerb Köztársaság között. A háború utáni területmegosztáskor a település határának kis, nyugati részét a Szerb Köztársaság területéhez és Teslić községhez csatolták, míg maga a település a Bosznia-hercegovinai Föderáció, azon belül Tešanj község terülténél maradt.